# Apocephalus cardiacus
Apocephalus cardiacus är en tvåvingeart som beskrevs av Brown 2000. Apocephalus cardiacus ingår i släktet Apocephalus och familjen puckelflugor. Inga underarter finns listade i Catalogue of Life.